# Thuler
Matheus Soares Thuler, ou plus simplement Thuler, né le 10 mars 1999 à Rio de Janeiro, est un footballeur brésilien qui évolue au poste de défenseur central au Vissel Kobe.

## Biographie
Thuler commence sa pratique footballistique avec l'équipe de futsal de Fluminense, où il reste jusqu'à l'âge de 8 ans, avant d'être renvoyé du club, l'amenant à rejoindre leurs rivaux du Flamengo,,.

### Carrière en club
Avec les Rubro-Negro il continue à jouer au futsal jusqu'à 14 ans, faisant ensuite son chemin dans les catégories de jeune, étant notamment le capitaine de l'équipe des moins de 17 ans de Flamengo invaincue pendant toute la saison 2017.
S'étant fait une place parmi les professionnels de Flamengo à partir de 2017, il fait partie de l'équipe qui remporte le championnat brésilien et la Copa Libertadores en 2019, puis la Recopa Sudamericana et la Supercoupe du Brésil,.
L'année suivante, il est à nouveau champion du Brésil, alors que le club se voit sacré le 25 janvier 2021, après avoir lutté avec l'Inter jusqu'à la dernière journée d'un championnat perturbé par la pandémie.
Lors de cette dernière saison, il joue néanmoins peu dans les compétitions principales, et un accord de prêt avec option d'achat est évoqué auprès de Montpellier en Ligue 1.
Le 25 juin 2021, Thuler est prêté par Flamengo au Montpellier HSC pour une saison. Il est titularisé sous ses nouvelles couleurs lors de la première journée de championnat pour la réception de Marseille (défaite 2-3), formant la charnière centrale avec Maxime Estève. Installé titulaire par Olivier Dall'Oglio, il est exclu le 19 septembre face à Troyes (6e journée, 1-1), ayant reçu deux avertissements. De retour de suspension, il sort après 26 minutes de jeu face au Paris Saint-Germain (8e journée, défaite 2-0), ressentant une douleur à la cuisse. Victime d'une déchirure, il est alors indisponible pour au moins six semaines.
Non conservé par Montpellier à l’issue de cette saison, Matheus Thuler est de nouveau prêté par Flamengo. Il rejoint le Vissel Kobe, club de première division japonaise, où évolue Andrés Iniesta.

### Carrière en sélection
International avec les moins de 20 ans brésiliens il prend part à deux matchs amicaux avec le brassard de capitaine contre le Mexique en 2018 et participe également au championnat sud-américain l'année suivante.

## Style de jeu
Défenseur central, ayant également joué au poste d'arrière droit, Thuler cite notamment Fábio Luciano et Sérgio Ramos comme ses modèles absolus,.

## Palmarès
Flamengo
| - Championnat du Brésil (2) : - Champion : 2019 et 2020. - Copa Libertadores (1) : - Vainqueur : 2019. |  | - Recopa Sudamericana (1) : - Vainqueur : 2020. - Championnat de Rio de Janeiro (2) : - Champion : 2019 et 2020. - * Supercoupe du Brésil 2020, 2021 |